# Coleoxestia ebenina
Coleoxestia ebenina är en skalbaggsart som beskrevs av Julius Melzer 1935. Coleoxestia ebenina ingår i släktet Coleoxestia och familjen långhorningar. Inga underarter finns listade i Catalogue of Life.